# معركة ليماسول (1220)
معركة ليماسول  حدثت في صيف 1220، عندما شن الأسطول الأيوبي غارة بحرية على ميناء ليماسول في قبرص. وانتهت الغارة بنجاح الأسطول الأيوبي.

## خلفية
بعد استيلاء الصليبيين على دمياط عام 1219، تمكن السلطان الأيوبي الكامل من التعويض سريعًا من هذه النكسة، وتمكن من تأجيل الحرب لعدة أشهر. وبدأ في إصلاح بحريته في مدينة رشيد. سيطر الصليبيون على الفرع الشرقي من النيل، بينما ظل الفرع الغربي بلا حراسة، مما سمح للبحرية بتطويق الصليبيين من الخلف.

## تاريخ
في صيف عام 1220، شنت البحرية الأيوبية غارة بحرية على ميناء ليماسول، الذي كان تحت مملكة قبرص الصليبية، لأنه كان مفيدًا للصليبيين. كان خط الإمداد بين ليماسول ودمياط ضعيف الحراسة. في ليماسول، كانت البحرية الصليبية تقوم بإمداد الميناء قبل التوجه للانضمام إلى الصليبيين في مصر. كان الأسطول الأيوبي يتكون من 20 سفينة من القوادس. وبالإبحار بين السفن المسيحية، تمكنوا من تحقيق هجوم مفاجئ. لم تكن البحرية الصليبية مستعدة لأي دفاع.
تمكن الأيوبيون من حرق وأسر كل الأسطول الصليبي، وقتل واستعباد أكثر من 13000 صليبي، على الرغم من أن هذا الرقم مبالغ فيه بالفعل. عندما وصلت أخبار الغارة، ألقى الصليبيون باللوم على بيلاجيو جالفاني الذي شعر بالفزع عند علمه بذلك. لقد تم إبلاغه بالفعل بهذه الغارة من قبل؛ ومع ذلك، أهمل هذه التقارير باعتبارها غير مهمة. سرعان ما أرسل بيلاجيو أسطولًا بحريًا من البندقية لاعتراض الأيوبيين، لكن الأوان كان قد فات حيث وصل الأسطول الأيوبي إلى بر الأمان بغنائمه.